# Giuseppe Catalani
Giuseppe Catalani (1698-1764), aussi connu sous les noms de Catalano ou Catalanus, est un liturgiste catholique et historien des religions italien. Il est surtout réputé pour ses livres liturgiques encore en usage dans les cérémonies de l'Église catholique, ouvrages qu'il a enrichis de commentaires érudits qui dépeignent l'histoire, les rubriques et le droit canon de la liturgie catholique.

## Ouvrages
Parmi les livres liturgiques qu'il a publiés, citons :
- Pontificale Romanum (3 volumes in-fol., Rome, 1738–40, réimpression à Paris en 1850 ; réédité par Muhlbauer, Augsbourg, 1878), avec une introduction savante et des notes, un travail s'appuyant sur les meilleurs manuscrits de l'époque ;
- Caeremoniale episcoporum (2 volumes, in-fol., Rome, 1747, avec gravures sur cuivre ; réimpression à Paris, 1860) ;
- Sacrarum Caeremoniarum sive rituum ecclesiasticorum S. R. ecclesiae libri tres... (1 volume in-fol., Rome, 1750–51) ;
- Rituale Romanum Benedicti XIV jussu editum et auctum... (Rome, 1757, 2 volumes in-fol.).

Catalani est l'auteur d'ouvrages sur l'histoire, les devoirs et les privilèges de deux offices religieux importants : De Magistro Sacri Palatii libri duo (Rome, 1751) et De Secretario S. Congregatione Indicis libri duo (Rome, 1751). Il a aussi annoté deux ouvrages utilisés pour la formation spirituelle du clergé catholique : la lettre de Saint Jérôme, Ad Nepotianum suum (Rome, 1740) et l'ouvrage de Jean Chrysostome sur la prêtrise, De Sacerdotio (Rome, 1740).
Son traité historique De codice Evangelii (Rome, 1733) traite de la lecture des évangiles à la messe, de son origine, de ses usages anciens, etc. Son Acta erudit. Lips. (dans De codice Evangelii, 1735, p. 497-99) est apprécié des liturgistes. Il est aussi parmi les meilleurs historiens des conciles œcuméniques à cause de son édition de trois décrets publiés dans Sacrosancta concilia oecumenica commentariis illustrata (Rome, 1736–49).
Finalement, il a démontré son intérêt envers les érudits ecclésiastiques du Nouveau Monde à cause de sa nouvelle édition (Rome, 1753, 6 volumes in-fol.) de Collectio maxima conciliorum Hispaniae et Novi Orbis du cardinal d'Aguirre (sur le Mexique et l'Amérique du Sud, publié la première fois à Rome en 1693).